# Kang Hee-chan
Kang Hee-chan (* 10. Mai 1970) ist ein südkoreanischer Tischtennisspieler, der 1992 bei den Olympischen Spielen die Bronzemedaille im Doppel gewann.

## Werdegang
Kang Hee-chan erzielte seinen ersten internationalen Erfolg 1987 bei den Jugend-Asienmeisterschaften, wo er im Mixed mit Lee Chong Mu das Endspiel erreichte. 1990 siegte er im Teamwettbewerb der Asienspiele. Weitere Titel gewann er bei den Asienmeisterschaften der Erwachsenen: 1992 verlor er das Endspiel gegen Xie Chaojie, im Doppel mit Lee Chul-seung wurde er Asienmeister. 1996 wurde er im Doppel mit Kim Taek-soo Zweiter, mit der südkoreanischen Mannschaft holte er den Titel.
1989, 1991 und 1993 wurde er für die Weltmeisterschaft nominiert. 1989 und 1993 wurde er mit der Mannschaft Fünfter, 1993 schied er im Doppel im Viertelfinale aus. Bei den Olympischen Spielen 1992 holte er mit Lee Chul-seung im Doppel die Bronzemedaille, da das Halbfinal-Match gegen die deutschen Jörg Roßkopf/Steffen Fetzner verloren wurde. Bei der nächsten Olympiade vier Jahre später kam er im Doppel bis ins Viertelfinale.
Nach 1996 trat er international nicht mehr in Erscheinung. In der ITTF-Weltrangliste wurde Kang Hee-chan 1997 auf Platz 64 geführt.
Später arbeitete er als Nationaltrainer für Südkorea.

## Turnierergebnisse
| Verband | Veranstaltung                      | Jahr | Ort          | Land | Einzel           | Doppel        | Mixed         | Team |
| ------- | ---------------------------------- | ---- | ------------ | ---- | ---------------- | ------------- | ------------- | ---- |
| KOR     | Asienmeisterschaft ATTU            | 1996 | Kallang      | SIN  | Viertelfinale    | Silber        | Viertelfinale | 1    |
| KOR     | Asienmeisterschaft ATTU            | 1992 | New Delhi    | IND  | Silber           | Gold          |               |      |
| KOR     | Asienmeisterschaft ATTU            | 1990 | Kuala Lumpur | MAS  | letzte 16        | Viertelfinale | Viertelfinale |      |
| KOR     | Asian Cup                          | 1989 | Peking       | CHN  | 4                |               |               |      |
| KOR     | Asian Cup                          | 1987 | Seoul        | KOR  | 10               |               |               |      |
| KOR     | Asienspiele                        | 1990 | Peking       | CHN  | letzte 16        |               | Halbfinale    | 1    |
| KOR     | Asienmeisterschaft ATTU (Junioren) | 1987 | Kediri       | INA  |                  |               | Silber        |      |
| KOR     | Olympische Spiele                  | 1996 | Atlanta      | USA  | keine Teiln.     | Viertelfinale |               |      |
| KOR     | Olympische Spiele                  | 1992 | Barcelona    | ESP  | sofort ausgesch. | Bronze        |               |      |
| KOR     | Pro Tour                           | 1996 | Kitaku-Shu   | JPN  |                  | Gold          |               |      |
| KOR     | Weltmeisterschaft                  | 1993 | Göteborg     | SWE  | letzte 32        | Viertelfinale | letzte 16     | 5    |
| KOU     | Weltmeisterschaft                  | 1991 | Chiba City   | JPN  | letzte 32        | letzte 32     | letzte 16     |      |
| KOR     | Weltmeisterschaft                  | 1989 | Dortmund     | FRG  | letzte 64        | keine Teiln.  | letzte 64     | 5    |
| KOR     | World Doubles Cup                  | 1992 | Las Vegas    | USA  |                  | Halbfinale    |               |      |
| KOR     | World Doubles Cup                  | 1990 | Seoul        | KOR  |                  | 9             |               |      |
| KOR     | WTC-World Team Cup                 | 1991 | Barcelona    | ESP  |                  |               |               | 5    |